# Balneario Chapalcó
Balneario Chapalcó, también conocido como Balneario Villa Chapalcó, Villa Chapalcó, Balneario Chapalco y Chapalcó o Chapalco a secas, es una localidad del partido de Villarino ubicada en el sudoeste de la provincia de Buenos Aires, centro-este de la Argentina. 

## Generalidades

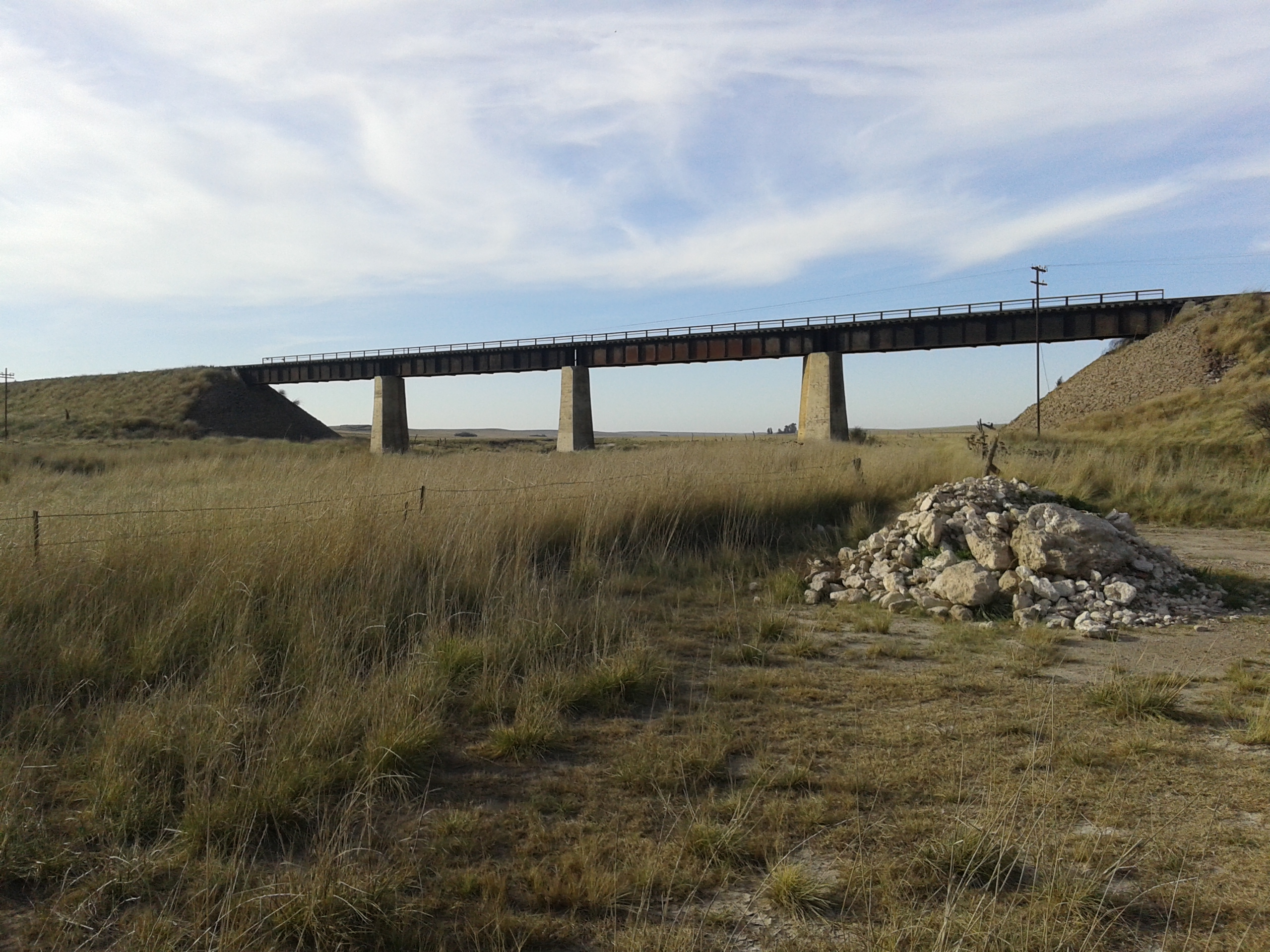
Puente sobre el Arroyo Chasicó.

Este pequeño poblado se sitúa en la ribera sudoeste de la laguna Chasicó, un cuerpo acuático de superficie inconstante (de entre 3000 y 12 000 ha según los años) y de aguas salobres a saladas, siendo este el único centro poblado en sus orillas.
Posee un clima semiárido de transición, el que se caracteriza por una gran variabilidad, con marcada alternancia de períodos secos y húmedos.
Ecorregionalmente pertenece a la ecorregión terrestre pampas semiáridas.
Fitogeográficamente es una zona ecotonal, entre el distrito fitogeográfico pampeano occidental de la provincia fitogeográfica pampeana y, más marcadamente, el distrito fitogeográfico del caldén, de la provincia fitogeográfica del espinal, ambos ubicados en el dominio fitogeográfico chaqueño. Aún se observan manchones boscosos xerófilos, conformados por el caldén, el algarrobo dulce, el chañar, el sombra de toro, molles, congorosas, etc., los que antiguamente presentaban una superficie mayor en la región, pero fueron muy destruidos por el avance de la frontera agropecuaria.

### Etimología
Etimológicamente, el término Chapalcó deriva de dos palabras en el idioma mapuche, en donde: chapat significa ‘barro’ y có es ‘agua’, es decir: ‘agua barrosa’.

## Historia y actividad económica
El área donde se asienta Chapalcó perteneció al establecimiento agropecuario homónimo, el que fue adquirido a principios del siglo XX por José María Cousté y Alfredo López Cousté, quienes comenzaron a difundir las propiedades curativas de las aguas de la laguna. Los primeros turistas, que arribaban luego de largas travesías en caminos medanosos, iniciaron la forestación con eucaliptos y tamariscos para fijar las arenas vivas del sector que más tarde ocuparía la villa.
El origen de este pueblo se encuentra entre los años 1950 y 1960 (cuando el espejo de la laguna Chasicó tenía 3000 ha), desarrollándose una urbanización como un balneario terapéutico y recreativo al que frecuentaban los pobladores de las localidades de la zona y de las estancias del área. En la década del 1970, como consecuencia de un sostenido aumento de las precipitaciones, se inundaron todos los cuerpos acuáticos de la llanura pampeana, aumentando la superficie de esta laguna hasta alcanzar las 12 000 ha en el año 1983, en coincidencia con uno de los más fuertes eventos de “El Niño” en el Cono Sur. Ese año, la villa desapareció por completo bajo la crecida, la que destruyó las construcciones del poblado y provocó la dilución de las cualidades terapéuticas de las aguas. Este escenario se revirtió por completo durante las dos décadas siguientes, para luego volver parcialmente al estado anterior, durante el siglo XXI.
El principal sustento económico de la villa proviene del sector turístico, sin embargo, este presenta rasgos muy particulares, en concordancia con el área semiárida donde se encuentra enclavada.
La laguna Chasicó manifiesta constantes fluctuaciones del volumen de agua que alberga, en respuesta a la variabilidad hídrica de su cuenca endorreica, la que presenta una recurrente sucesión de ciclos climáticos divergentes, donde se alternan los períodos húmedos y secos. Acompañando a este ritmo, varían las potencialidades para producir actividades económicas. Si se transita un prolongado período seco, el contenido salino de las aguas de la laguna aumenta (llegó a 100 g/l en el auge del período seco), lo que se traduce en un impulso a las potencialidades que tendría el turismo terapéutico, pero al mismo tiempo provoca un fuerte descenso de la población local de pejerreyes, dañando el rubro de la pesca deportiva,  perdiéndose puestos de trabajo, lo que hace que varias familias abandonen el pueblo y que este parezca un “pueblo fantasma”.
En el escenario opuesto, si ocurre un período húmedo, el nivel del agua aumenta y disminuye considerablemente su tenor salino (el que bajó a menos de 20 g/l en el auge del período húmedo), permitiendo una nueva proliferación de pejerreyes, lo que trae una explosión de las actividades y servicios relacionados con la pesca deportiva, aunque perdiéndose las del turismo terapéutico, quedando solo la localidad como balneario recreativo estival (“sol y playa”).
De allí que se ha recomendado que institucionalmente se promueva una mayor plasticidad del destino, para utilizar la infraestructura receptiva de una manera sostenida con variadas alternativas de una más amplia oferta turística y así poder superar los vaivenes que los ciclos climáticos locales imponen.
En el área circundante se realizan cultivos de secano, en especial de trigo en los mejores suelos y ganadería ovina y bovina extensiva en los potreros más arenosos.

### Infraestructura turística
En Chapalcó la temporada alta es la balnearia, durante el periodo estival austral (diciembre a marzo). En los ciclos secos, por la disminución de presas que esto ocasiona, la temporada de pesca deportiva (marzo a octubre) pasa a ser temporada baja. La villa cuenta con una capacidad de alojamiento de 1663 plazas y una oferta gastronómica en temporada estival de 410 cubiertos.
Las actividades más comunes de los turistas son: “pesca”, “sol y playa”, “deportes náuticos”, “trekking”, “cabalgatas” y “safaris fotográficos”, “baños terapéuticos”, “festividades”, etc.
Acceso
Se accede a Chapalcó luego de transitar 40 km por caminos no asfaltados que parten desde la Ruta Nacional 22 (tres accesos situados a la altura de los km 737, 751 y 757). Desde la Ruta Nacional 35 se cuentan con otros dos accesos (a la altura de los km 61 y 79).

## Singularidad geográfica
Balneario Chapalcó destaca por estar situado 21 metros por debajo del nivel del mar, siendo la única localidad argentina localizada sobre una posición geográfica altitudinalmente negativa; a la vez, de las localidades de Latinoamérica y el hemisferio sur es la que se encuentra a menor altitud.
Este pueblo se encuentra inserto en un área deprimida aún mayor, la que incluye a toda la hoya de la laguna Chasicó y a las Salinas Grandes, y que alcanza una depresión topográfica máxima de 40 m por debajo del nivel marino.

## Fiestas y eventos
En Chapalcó se realizan anualmente las siguientes fiestas y eventos:
- Enero: Travesía kayak, encuentro de 4X4, demostración de jeep, demostración y concurso de Kitesurf;
- Primer fin de semana de febrero: Enduro Chapalcó (competencia de motos y cuatriciclos);
- 8° de febrero: Aniversario de Chapalcó;
- 8° y 9° de febrero: Encuentro de destrezas criollas;
- 22° de febrero: “Chapa-rock” (festival de rock);
- 29° de agosto: Día del árbol. Se homenajea al caldén.